# Cantone di Mouy
Il Cantone di Mouy è una divisione amministrativa dell'arrondissement di Beauvais e dell'arrondissement di Clermont.
A seguito della riforma approvata con decreto del 20 febbraio 2014, che ha avuto attuazione dopo le elezioni dipartimentali del 2015, è passato da 11 a 35 comuni.

## Composizione
Gli 11 comuni facenti parte prima della riforma del 2014 erano:
- Angy
- Ansacq
- Bury
- Cambronne-lès-Clermont
- Heilles
- Hondainville
- Mouy
- Neuilly-sous-Clermont
- Rousseloy
- Saint-Félix
- Thury-sous-Clermont

Dal 2015 i comuni appartenenti al cantone sono i seguenti 35:
- Angy
- Ansacq
- Bailleul-sur-Thérain
- Bonlier
- Bresles
- Bury
- Cambronne-lès-Clermont
- Le Fay-Saint-Quentin
- Fontaine-Saint-Lucien
- Fouquerolles
- Guignecourt
- Haudivillers
- Heilles
- Hermes
- Hondainville
- Juvignies
- Lafraye
- Laversines
- Litz
- Maisoncelle-Saint-Pierre
- Mouy
- Neuilly-sous-Clermont
- La Neuville-en-Hez
- Nivillers
- Oroër
- Rémérangles
- Rochy-Condé
- La Rue-Saint-Pierre
- Saint-Félix
- Therdonne
- Thury-sous-Clermont
- Tillé
- Troissereux
- Velennes
- Verderel-lès-Sauqueuse